# Dulce Téllez
Dulce María Téllez Palacio (Santiago di Cuba, 12 settembre 1983) è una pallavolista cubana naturalizzata portoricana, centrale delle Cangrejeras de Santurce.

## Carriera

### Club
La carriera di Dulce Téllez inizia nella formazione del Ciudad Habana, con la quale prende parte ai tornei amatoriali cubani. Dopo più di tre anni di inattività, può riprendere la propria carriera nella Liga de Voleibol Superior Femenino, iniziando nella stagione 2010 una lunga militanza nelle Mets de Guaynabo, raggiungendo anche la finale scudetto, persa nel campionato 2011 contro le Criollas de Caguas; nel 2013 ottiene la cittadinanza portoricana, prendendo parte alla Liga de Voleibol Superior Femenino come giocatrice locale. 
Nel campionato 2015, dopo cinque annate con le Mets de Guaynabo, passa alle Lancheras de Cataño, per poi approdare nel campionato seguente alle Leonas de Ponce, dove milita per due annate. Fa poi ritorno in campo nella Liga de Voleibol Superior Femenino 2019 con le Llaneras de Toa Baja, dove resta due annate.
Col trasferimento della sua franchigia a San Juan, nel campionato 2021 gioca per le Sanjuaneras de la Capital, mentre nella Liga de Voleibol Superior Femenino 2022, a causa della squalifica della sua franchigia, gioca con le Pinkin de Corozal, aggiudicandosi lo scudetto. Nella Liga de Voleibol Superior Femenino 2023 torna in forza alla franchigia di San Juan, ora denominata Cangrejeras de Santurce.

### Nazionale
Dopo aver fatto parte delle selezioni giovanili cubane, nel 2003 debutta nella nazionale cubana maggiore, con la quale vince la medaglia d'argento al campionato nordamericano 2003 e quella di bronzo ai Giochi della XXVIII Olimpiade di Atene, ricoprendo in squadra il ruolo di riserva. 
Nel 2006, mentre è impegnata con la nazionale cubana nella Coppa panamericana, decide di disertare la nazionale e fugge alle 3:00 di notte dall'albergo dove si trovava la squadra, chiedendo asilo politico alle autorità portoricane.

## Palmarès

### Club
- Campionato portoricano: 1

2022

### Premi individuali
- 2017 - Liga de Voleibol Superior Femenino: MVP dell'All-Star Game
- 2017 - Liga de Voleibol Superior Femenino: All-Star Team